# هوي بيك
هوي بيك (بالإنجليزية: Howie Beck)‏ هو مغني وكاتب غنائي ومنتج كندي

## وصلات خارجية
- هوي بيك على موقع ميوزك برينز (الإنجليزية)
- هوي بيك على موقع أول ميوزيك (الإنجليزية)
- هوي بيك على موقع ديسكوغز (الإنجليزية)

- الموقع الإلكتروني